# Lindsay Posner
Lindsay Steven Posner (6 giugno 1959) è un regista teatrale britannico.

## Biografia
Lindsay Posner ha studiato regia alla Royal Academy of Dramatic Art, laureandosi nel 1984. Dal 1987 al 1991 è stato regista associato del Royal Court Theatre e da allora ha curato la regia di svariati allestimenti di alto profilo al National Theatre, con la Royal Shakespeare Company, nel West End londinese e a Broadway. Nel 2010 ha ottenuto una candidatura al premio Laurence Olivier, il massimo riconoscimento del teatro britannico, per la sua regia di Uno sguardo dal ponte.

## Teatro (parziale)

### Regista
- La morte e la fanciulla di Ariel Dorfman. Royal Court Theatre di Londra (1991)
- Jenůfa, colonna sonora e libretto di Leoš Janáček. Opera Theatre Company di Dublino (1993)
- I masnadieri di Friedrich Schiller. Gate Theatre di Londra (1995)
- Il gabbiano di Anton Čechov. Gate Theatre di Londra (1995)
- American Buffalo di David Mamet. Young Vic di Londra (1997)
- Giulio Cesare, colonna sonora di George Frideric Handel, libretto di Nicola Francesco Haym. Barbican Centre di Londra (1998)
- Volpone di Ben Jonson. Swan Theatre di Stratford-on-Avon (1999)
- La bisbetica domata di William Shakespeare. Swan Theatre di Stratford-on-Avon (1999)
- I rivali di Richard Brinsley Sheridan. Swan Theatre di Stratford-on-Avon, Barbican Centre di Londra (2000)
- La dodicesima notte di William Shakespeare. Swan Theatre di Stratford-on-Avon, Barbican Centre di Londra (2001)
- Il Tartuffo di Molière. National Theatre di Londra (2002)
- La signora del Mare di Henrik Ibsen. Lyric Hammersmith di Londra, West Yorkshire Playhouse di Leeds (2003)
- Il guardiano di Harold Pinter. Bristol Old Vic di Bristol (2003)
- Oleanna di David Mamet. Garrick Theatre di Londra (2004)
- Il compleanno di David Mamet. Duchess Theatre di Londra (2005)
- Il malato immaginario di Molière. Almeida Theatre di Londra (2005)
- Il misantropo di Molière. Young Vic di Londra (2006)
- Fiddler on the Roof, colonna sonora di Jerry Bock, libretto di Joe Masteroff e Sheldon Harnick. Crucible Theatre di Sheffield, Savoy Theatre di Londra (2007)
- Carousel di Rodgers e Hammerstein. Savoy Theatre di Londra (2008)
- Un marito ideale di Oscar Wilde. Vaudeville Theatre di Londra (2009)
- Uno sguardo dal ponte di Arthur Miller. Duke of York's Theatre di Londra (2009)
- Rumori fuori scena di Michael Frayn. Old Vic di Londra (2011)
- Riccardo III di William Shakespeare. Old Globe Theatre di San Diego (2012)
- Zio Vanja di Anton Čechov. Vaudeville Theatre di Londra (2012)
- Il cadetto Winslow di Terence Rattigan. Old Vic di Londra (2013)
- Le Dieu du Carnage di Yasmina Reza. Theatre Royal di Bath (2019)
- Clybourne Park di Bruce Norris. Embassey Theatre di Londra (2019)
- Wicked di Winnie Holzman e Stephen Schwartz. Neue Flora di Amburgo (2021)
- Chi ha paura di Virginia Woolf? di Edward Albee. Ustinov Studio di Bath (2023)
- Uno sguardo dal ponte di Arthur Miller. Theatre Royal di Bath, Haymarket Theatre di Londra (2024)
- Il profondo mare azzurro di Terence Rattigan. Ustinov Studio di Bath (2024)